# Jezioro Marcinkowskie
Jezioro Marcinkowskie – jezioro w woj. warmińsko-mazurskim, w powiecie mrągowskim, w gminie Mrągowo na południe od zabudowań wsi Marcinkowo. Jezioro leży na terenie Pojezierza Mrągowskiego.

## Opis
Brzegi jeziora są otoczone polami i łąkami. Jezioro ze względu na swój kształt nazywane jest Dzwonem, z czym związana jest też miejscowa legenda. 

## Dane morfometryczne
Powierzchnia zwierciadła wody według różnych źródeł wynosi od 7,0 ha do 9 ha. Głębokość maksymalna jeziora wynosi 9,9 m.